# 아친트 카우르
아친트 카우르(힌디어: अचिंत कौर, 영어: Achint Kaur, 1970년 9월 5일 ~ )는 인도의 배우이다.